# Warmen
A Warmen egy finn heavy metal/progresszívmetal-együttes. 1999-ben alakultak meg Espoo-ban. Szövegeik témái a pokol és a szabadság, de nagyrészt hangszeres (instrumentális) zenét játszanak.

## Tagok
Jelenlegi tagok
- Janne Viljami Wirman (Children of Bodom) – billentyűk (2000–napjainkig)
- Mirka Rantanen – dobok (2000–napjainkig)
- Antti Wirman – gitár (2001–napjainkig)
- Jyri Helko – basszusgitár (2009–napjainkig)

Korábbi tagok
- Sami Virtanen – gitár (2000–2009)
- Lauri Porra – basszusgitár (2000–2009)

## Diszkográfia
Stúdióalbumok
- Unknown Soldier (2000)
- Beyond Abilities (2002)
- Accept the Fact (2005)
- Japanese Hostility (2009)
- First of the Five Elements (2014)

Egyéb kiadványok
- The Evil that Warmen Do (2010, válogatáslemez)